# Romolo Quazza
Romolo Quazza (Valdilana, 3 gennaio 1884 – Torino, 10 maggio 1961) è stato uno storico italiano.

## Biografia
Nato nella località di Mosso Santa Maria nel comune di Valdilana, figlio di Fiorenzo Quazza e Maria Maron-Pot, lo storico Quazza dopo essersi diplomato a Chieri, frequentò l'Ateneo di Torino  presso il quale si laureò in lettere discutendo una tesi in storia medievale, elaborato da cui in seguito trasse lo scritto intitolato La contea di Masserano e Filiberto Ferrero-Fieschi: contributo alla storia biellese.
Conseguita l'idoneità all'insegnamento, assunse a Genova, in incarico di supplenza di storia e geografia. Nel 1910 ottiene, in quelle stesse discipline, la cattedra a Sampierdarena. 
Il Quazza alterna alle lezioni lo studio approfondito sulle vicende che hanno avuto come protagonista il cardinale Giulio Albertoni, grazie alla possibilità d'accesso agli archivi che conservano la documentazione della Repubblica marinara. La pubblicazione del saggio del 1931 La cattura del card. Giulio Alberoni e la Repubblica di Genova sarà il suggello della ricerca.
Terminata l'esperienza ligure, si sposta in Toscana dove trova impiego come insegnante in un liceo di Grosseto. Nel 1916 Quazza viene inviato al fronte con la qualifica di ufficiale di fanteria e vi rimane fino al termine del conflitto della prima guerra mondiale. Congedato col grado di capitano, gli viene assegnata la Croce al merito di guerra.
La partecipazione agli eventi bellici non impedisce allo studioso di proseguire nelle ricerche, che si concentreranno su due tematiche.
La prima area d'interesse è la prospettiva italiana, con protagonisti i ducati guidati dai Savoia e dai Gonzaga, degli eventi che sconvolsero nei primi decenni del XVII secolo l'Europa passati alla storia con il nome la Guerra dei trent'anni cui dedicò due lavori Mantova e Monferrato nella politica europea alla vigilia della guerra per la successione e La guerra per la successione di Mantova e del Monferrato, contribuendo a mutare l'atteggiamento degli studiosi italiani e a ricollegare gli accadimenti italiani nel più ampio scenario continentale.
I secondo ambito che impegnerà il Quazza sono gli avvenimenti caratterizzanti la recente riunificazione nazionale trattati nel saggio La capitale da Torino a Firenze. Municipalismo e unificazione nei giudizi di Nicola Nisco.
Ripresa l'attività d'insegnamento, lo storico viene incaricato di predisporre la redazione di importanti voci per l'Enciclopedia Italiana con la quale inizia a contribuire proficuamente.
Nel 1936 viene stampato un nuovo lavoro dello storico La formazione progressiva dello Stato sabaudo. Dalla contea dei Savoia al Regno d’Italia e l'anno successivo  Preponderanze straniere in Italia, 1559-1700.
E in questi anni che Quazza svolge attività di docenza presso l’Ateneo torinese, che culmina nel 1942 con la nomina a professore ordinario in storia del Risorgimento.
Pur aderente al partito fascista fin dal 1932, Quazza muta gradualmente l'atteggiamento verso il regime avvicinandosi negli anni del secondo conflitto mondiale a settori avversi. I due figli minori si unirano attivamente alla lotta di liberazione.
Nel dopoguerra riprende la docenza all'università di Torino fino al pensionamento. Non aveva però cessato l'attività di ricerca, e anzi dopo il congedo dell'insegnamento venne pubblicato un suo imponente lavoro Pio IX e Massimo d’Azeglio nelle vicende romane del 1847, cui seguì in prossimità della scomparsa, avvenuta il 10 maggio 1961 a Torino, il suo ultimo lavoro intitolato Vicende politiche e militari del Piemonte dal 1553 al 1773.

## Vita privata
Nel 1914 contrae a Genova matrimonio con Maria Capitelli, discendente da un celebre casato campano, che gli diede cinque eredi: due figlie Renata e Ada e tre maschi Mario, Guido  che seguirà le orme paterne diventando lui stesso un celebre storico e infine Giorgio che subirà l'internamento a Mauthausen. Sia Guido che Giorgio aderirono alla Resistenza.

## Opere
- La contea di Masserano e Filiberto Ferrero-Fieschi, Biella, 1908;
- La cattura del card. Giulio Alberoni e la Repubblica di Genova, Genova, 1913;
- La capitale da Torino a Firenze. Municipalismo e unificazione nei giudizi di Nicola Nisco, Novara, 1919;
- Mantova e Monferrato nella politica europea alla vigilia della guerra per la successione, Mantova, 1922;
- La guerra per la successione di Mantova e del Monferrato, Mantova, 1926;
- La politica di Carlo Emanuele I durante la guerra dei Trent'Anni, in Bollettino storico-bibliografico subalpino, 1930;
- Emanuele Filiberto di Savoia e Guglielmo Gonzaga, Mantova, 1929;
- Margherita di Savoia duchessa di Mantova e viceregina del Portogallo, Torino, 1930;
- Il periodo italiano della guerra dei Trent'Anni, in Rivista storica italiana, 1933);
- La formazione progressiva dello Stato sabaudo. Dalla contea dei Savoia al Regno d'Italia, Torino, 1936;
- Preponderanze straniere in Italia, 1559-1700, Milano, 1937, II ed. rivista 1950;
- Tommaso di Savoia-Carignano nelle campagne di Fiandra e di Francia (1635-1638), Torino, 1941;
- Romolo Guazza, Pio IX e Massimo d’Azeglio nelle vicende romane del 1847. Dalle questioni interne al problema nazionale., vol. 1, Modena, Società tipografica editrice modenese, 1954.
- Romolo Guazza, Pio IX e Massimo d’Azeglio nelle vicende romane del 1847. Culmine e tramonto della collaborazione., vol. 2, Modena, Società tipografica editrice modenese, 1955.
- Vicende politiche e militari del Piemonte dal 1553 al 1773, in Storia del Piemonte, Torino, 1961